# 川合将嗣
川合 将嗣（かわい まさつぐ、本名 川合将嗣、1977年9月7日 - ）は、日本の俳優。神奈川県鎌倉市出身、身長173cm、血液型はB型、星座は乙女座、現在フリーで活動中。芸名の川合将司から本名の川合将嗣に戻している。俳優活動の他にバンド活動も行っている。趣味はギター、ベース、音楽鑑賞、映画鑑賞。特技はホーミー。

## 主な出演舞台
- お月様へようこそ（1997年 ビプランシアター 劇団N.E.O.）演出・出演
- 夢の眠る地図（1998年 アルスノーヴァ 劇団N.E.O.）脚本・演出・出演
- 蕭颯的な、余りに蕭颯的な 2000年 パンプルムス Egg Frip）
- マクベス（2001年 スペース107）
- 真夏の夜の夢（2002年 中野ザ・ポケット）
- conte tic drama （2002年 下北沢samasama ユニットN.E.O.）脚本・演出・出演
- TOKYO JUNK CITY（2003年 タイニィアリス東京ギンガ堂 主演・徳山秀典）
- 光る森（2003年 俳優座劇場　東京ギンガ堂）
- KAZUKI〜ここが私の地球（2004年 紀伊国屋ホール他　東京ギンガ堂）NY・LA公演
- ヒューマン・ダイナモ 人間発動機 野口英世（2005年 紀伊国屋サザンシアター　東京ギンガ堂）
- 沈黙の海峡（2005年 俳優座劇場他　東京ギンガ堂）韓国公演
- 夢～歌舞伎町物語（2006年 シアターアプル・シネシティ広場　東京ギンガ堂　主演・大沢樹生）
- HOT SPOT UNIVERSE 完全版（2006年 シアターV赤坂　a落花生MOON）
- 空気ノ機械ノ尾ッポ Vol.12 ホラ!（2007年 シアターイワト・群馬県桐生 有鄰館 空気ノ機械ノ尾ッポ）
- 空気ノ機械ノ尾ッポ Vol.13 トブ（2008年 シアターグリーン　Box in Box 空気ノ機械ノ尾ッポ）
- 葡萄街（2009年 池袋GEKIBA 梶組ワンナイトシアター）演出・梶研吾　脚本・吉田裕亮
- 空気ノ機械ノ尾ッポ Vol.14 ハセル（2009年 中野 ザ・ポケット・群馬県桐生 有鄰館 空気ノ機械ノ尾ッポ）
- 空気ノ機械ノ尾ッポ Vol.16 ハコーボ（2010年 中野テアトルBONBON 空気ノ機械ノ尾ッポ）
- 空気ノ機械ノ尾ッポ Vol.15-2 キカイ　群馬特別公演（2011年 群馬県桐生　無鄰館 空気ノ機械ノ尾ッポ）
- 空気ノ機械ノ尾ッポ Vol.18 ナリモノ（2012年 中野テアトルBONBON 空気ノ機械ノ尾ッポ）

## TV
- 恋がしたい恋がしたい恋がしたい
- 池袋ウエストゲートパーク
- 最後の弁護人
- 桜咲くまで
- ザ・ジャッジ
- たけしの本当は怖い家庭の医学
- お金の学校 マネートラブルにかつ!

## 映画
- OUTRAW
- 黒の射手 2005
- 不撓不屈（高杉良原作 監督・森川時久 出演・滝田栄 松坂慶子）2007
- 怪談牡丹燈籠 もっともっと愛されたかった（監督・吉田剛也　出演・大沢樹生　高木りな他）2008
- 恐喝一代記2（主演・白竜）2009
- 仁義52（主演・竹内力）2009
- 捜査線〜ラインオーバー（監督・前田直樹）（主演・大沢樹生）2010
- ミロクローゼ（監督・石橋義正)（主演・山田孝之）2012
- Be With Me（監督・山本俊輔・脚本丹保あづさ）2011
- ギャルバサラ -戦国時代は圏外です-（監督・佐藤太・脚本・金子二郎）2011
- 寄性獣医・鈴音（監督・金田龍・主演・吉井怜）2011

## CM
- パーラーしのぶ
- carview特別企画　エクシーガ(2008年)

## BAND
- X Blank VI ドラム担当
- 二次元カスタムズ ベース担当

## その他
- 毎日就職EXPO NECソフト MC
- MOA奈良ワークショップ